# مقاطعات ليبيا

خريطة للمُقاطعات التقليدية في ليبيا.

حُدِّدتْ مُقاطعات ليبيا في العام 1934، خلال الفترة الأخيرة من ليبيا الإيطالية الاستعمارية، واستمرت خلال فترة ما بعد الاستقلال ليبيا حتى العام 1963 عندما أُنشِأَ نظامُ المُحافظات.

## الحقبة الاستعمارية الإيطالية
بعدَ أن استولت إيطاليا على المنطقة مِن الإمبراطورية العثمانية في عام 1912، أُديرَت وحدة إدارية واحدة تُسمى شمال أفريقيا الإيطالية. ثُم من العام 1927 إلى العام 1934، قُسِّمَ الإقليم إلى مُستعمرتين مُنفصلتين، يُدير كل منهما حاكمهم الإيطالي: برقة الإيطالية وطرابلس الإيطالية. وفي عام 1934، اعتمدت إيطاليا اسم «ليبيا» (ليبيا الإيطالية) اسمًا رسميًّا للمنطقة الموحدة، وقسمتها إداريًا إلى ثلاث مُقاطعاتٍ هي برقة، وطرابلس، وفزان. في العام 1937، انقسمت مقاطعتا برقة وطرابلس، وأصبحت شمال برقة إقليم بنغازي وإقليم درنة، وانقسم شمال طرابلس إلى إقليم طرابلس إقليم مصراتة.
لم تُقسَّم فزان في العام 1937، ولكن منطقة الصحراء الليبية بأكملها كانت تُدار عسكريًا باعتبارها المنطقة الجنوبية العسكرية (بالإيطالية: Territorio del Sahara Libico)‏ أو (Il Territorio Militare del Sud Libico). 
قُسِّمَ إقليم الصحراء الليبية إلى أربعةُ مناطق عسكرية تدار من مدن الواحات الصحراوية غات وبراك ومرزوق وهون. والسنوسي أجل الكفرة منطقة احة في جنوب شرق الصحراء الليبية لم تدار بشكل مستقل من قبل الايطاليين، على الرغم من أن عام 1932 قاموا ببناء حُصن في المكان المُقدس من شركة العلامة فوقه. كانت هذه المنطقة تدار فقط من قبل الجيش الإيطالي، وفي العام 1936 زُيِّدت بقطاع أوزو من تشاد الفرنسية.

## الحرب العالمية الثانية
احتلَّ الفرنسيون والبريطانيون ليبيا عام 1943 بعد انتصاراتٍ حملة الصحراء الغربية، عندما قُسِّمت مرَّةً أخرى إلى ثلاث مقاطعات: طرابلس في الشمال الغربي، برقة في الشرق، وفزان غدامس في الجنوب الغربي.

## الاستقلال
بعد الاستقلال في العام 1951 ، استمرَّت المحافظات الثلاث نظامًا للتقسيم الفرعي في المملكة الليبية، مع تحول الحدود قليلاً، حتى العام 1963. ثم استُبدلت المُحافظات من قبل مُحافظة نظام المُحافظات (محافظة) النظام في المملكة واللاحقة الجمهورية العربية الليبية، حتى حلَّت محلها في العام 1983 نظام الدوائر البلديات.